# Trichoglottis magnicallosa
Trichoglottis magnicallosa là một loài thực vật có hoa trong họ Lan. Loài này được Ames & C.Schweinf. miêu tả khoa học đầu tiên năm 1920.